# Матка (езеро)
Вижте пояснителната страница за други значения на Матка.
Матка е най-старото изкуствено езеро в Северна Македония, разположено в западната ѝ част. Изградено е през 1938 година, чрез преграждане на река Треска с язовирна стена. Водите в изкуственото езеро се използват за добиване на електрическа енергия и за напояване. Язовирът Матка е богат на различни видове риба, които са предмет на спортен риболов.